# 3T (香港音樂組合)
3T是香港英皇娛樂旗下第2代英皇三小花組成的非正式女子音樂組合並稱。三位女成員分別為鄭希怡（Yumiko）、劉思惠（Maggie）及蔣雅文（Mandy），在2002年正式出道重點力捧，同年8月7日於紅磡海逸酒店舉行《三位一睇音樂Show》﹐花費50萬元，假筵開13席，各大廣告商代表等均有出席，場面熱鬧。同年9月17日推出《少女蝶》合輯EP，定單已超过二万五千张，达金唱片销量，為她們帶來2002年度《IFPI香港唱片销量大奖》「最暢銷本地新人組合」獎項。但碟內7首歌曲中分別有6首為三位成員的個人獨唱歌曲，最後一首為唯一一首以3T名義推出的合唱歌《旋轉樂園》，為爽浪無糖香口珠廣告歌，在該電視廣告中，三女穿上泳衣在水上樂園玩旋轉滑梯，紫色泳衣鄭希怡代表當時新推出黑加侖子味、藍色泳衣劉思惠代表原味、黃色泳衣蔣雅文代表檸檬蜜糖味，當時該電視廣告播放率甚高。
3T其實只是一種宣傳策略，以三人一起宣傳以測試外界對成員的反應，找出較受歡迎的成員進行力捧。英皇娛樂行政總裁吳雨說︰「她們三個都各具特色，下月會推出EP《少女蝶》，一出就看誰可以行先，呢個係我們的新策略。」。

### 音樂會

#### 2002年
- 8月7日：《三位一睇音樂Show》（紅磡海逸酒店）
- 《3T帶動少女夢飛行音樂會》（大學會堂）

### 唱片

#### 2002年
- 9月17日：《少女蝶》

### 歌曲

#### 2002年
- 《旋轉樂園》

### 2002年
- IFPI香港唱片销量大奖 - 最暢銷本地新人組合